# 战地 Play4free
《戰地風雲 Play4Free》是一款由EA DICE和Easy Studios开发，艺电发行的已结束运行的第一人称射击游戏。

## 游戏玩法
《戰地風雲 Play4Free》內容大多來自《戰地風雲2》、《戰地風雲：惡名昭彰2》。

## 运营
2015年4月15日，Easy Studios宣布將在2015年7月14日關閉《戰地風雲 Play4Free》以及其遊戲服務，一同關閉的還有《戰地風雲：英雄》、《極速快感：世界》、《FIFA：World》。

## 评价
《戰地風雲 Play4Free》在Metacritic上11則評價中獲得了68/100的評分。